# Staty av en befriad kvinna
Staty av en befriad kvinna är en staty av Fuad Abdurahmanov. Den restes 1960 på torget vid Gurbanov- och Cafar Cabbarli-gatan i Baku i Azerbajdzjan. Skulpturen inspirerades av karaktären Sevil i Jafar Jabbarlys pjäs Sevil. 
Den avbildar en kvinna som avlägsnar sin muslimska hijab, en reform (hujum) som genomfördes av de sovjetiska myndigheterna i Azerbadzjan och som symboliserade transformeringen av Azerbadzjans kvinnor från könssegregation och harem till deltagande i samhället. Antislöjkampanjen genomfördes framgångsrikt av Ali Bayramov-klubben på 1920-talet.